# Jean E. Sammet
Jean E. Sammet (23 mars 1928 - 20 mai 2017) est une informaticienne américaine, une des pionnières de l'informatique et des langages de programmation. Elle développe en 1962  le langage de programmation FORMAC (Formula Manipulation Compiler), une extension de FORTRAN conçue pour les manipulations symboliques de formules mathématiques. Elle est également l’une des développeuses du langage de programmation COBOL (Common Business Oriented Language).
Chez IBM, elle étudie l'utilisation de l'anglais en tant que langage de programmation et l'utilisation du langage naturel pour les programmes de mathématiques et travaille sur le langage de programmation Ada.
Jean Sammet fonde le Comité d'intérêt spécial de l'ACM (Association for Computing Machinery) sur la manipulation symbolique et algébrique (SICSAM) en 1965 et préside le Groupe d'intérêt sur les langages de programmation (SIGPLAN).
Elle est la première femme présidente de l'ACM de 1974 à 1976.

## Jeunesse et formation
Jean E. Sammet naît le 23 mars 1928 à New York. Ses parents Harry et Ruth Sammet sont avocats. Jean et sa sœur Helen fréquentent des écoles primaires publiques à Manhattan. Jean Sammet est attirée par les mathématiques mais la Haute école de sciences du Bronx n'acceptant pas les filles, elle suit les cours de la Julia Richman High School.
Jean Sammet s'inscrit au Mount Holyoke College, réputé pour la qualité de son programme de mathématiques. Elle y obtient son bachelor en mathématiques en 1948. Elle suit des cours de pédagogie qui lui permettent d'être certifiée pour enseigner les mathématiques au lycée à New York. Elle étudie aussi les sciences politiques. Jean Sammet poursuit ensuite des études supérieures à l’Université de l’Illinois, où elle obtient sa maîtrise en mathématiques en 1949. Pendant ses études, elle est assistante d'enseignement au département de mathématiques de l'Université de l'Illinois de 1948 à 1951.
En 1951, Jean Sammet commence à chercher un poste en éducation. Elle est contrainte de chercher des postes dans le New Jersey parce que la ville de New York n’engage pas de nouveaux enseignants. Les autorités du New Jersey affirment qu'il manque deux cours au cursus de Jean Sammet : un cours en éducation et un cours sur l'histoire du New Jersey. Elle affirme alors que sa connaissance de l'histoire du New Jersey ne renforce pas sa capacité à enseigner les mathématiques au lycée. Ce refus contraint Jean Sammet à rechercher d'autres types d'emploi.

## Carrière
En 1951, elle occupe un poste d'actuaire stagiaire auprès de la Metropolitan Life Insurance Company. Elle participe à un programme de formation interne pour se familiariser avec les machines de comptabilité à cartes perforées. Sa formation terminée, elle quitte son poste au bureau des assurances et s'inscrit à la Columbia University pour poursuivre un doctorat en mathématiques.
Jean Sammet travaille comme assistante d'enseignement au Barnard College pendant l'année scolaire 1952-1953 avant qu'elle ne décide que la vie universitaire n'était pas pour elle.
De 1953 à 1958, Jean Sammet est mathématicienne chez Sperry Gyroscope à New York. Elle travaille sur des problèmes d’analyse mathématique pour des clients et programme un ordinateur analogique. Elle travaille pour le programme de sous-marins du ministère de la Marine. Début janvier 1955, Jean Sammet commence sa carrière de programmeuse. Sperry Gyroscope travaillait sur un ordinateur numérique Sperry (SPEEDAC). La première tâche de Jean Sammet est d’écrire le module de chargement de données du SPEEDAC, un programme de 20 lignes qui auparavant nécessitait un travail de trois jours.
Jean Sammet est responsable des programmeurs consultants et des ingénieurs et scientifiques qui les assistent. Le groupe produit d'autres logiciels système et s'est concentré sur des calculs scientifiques et techniques. En 1955, Sperry Gyroscope et Remington Rand fusionnent pour devenir Sperry Rand. Cette fusion a permis à Jean Sammet d’accéder à l’ordinateur UNIVAC I sur lequel travaille Grace Hopper.
À l’automne 1956, Jean Sammet enseigne pendant deux ans l’un des premiers cours de deuxième cycle en programmation informatique au département de mathématiques appliquées de l'Université Adelphi.
Les offres d'emploi à l'époque sont distinctes en fonction du sexe. Jean Sammet ne trouvant pas de poste pour une femme dans un domaine qui l'intéresse, elle postule à une offre d'emploi pour homme. De 1958 à 1961, elle travaille pour Sylvania Electric Products à Needham, Massachusetts en tant que consultante pour la recherche en programmation et membre du groupe COBOL. Elle est recrutée pour superviser le développement logiciel pour le projet MOBIDIC.
En 1959, Jean Sammet et cinq autres programmeurs définissent l'essentiel du langage de programmation COBOL, dans une proposition écrite en l'espace de deux semaines qui est acceptée par les clients du gouvernement américain de Sylvania,.
En 1961, elle rejoint IBM et y reste jusqu'à sa pension en 1988. Elle y développe FORMAC, le premier langage informatique largement utilisé pour la manipulation symbolique de formules mathématiques. Chez IBM, elle étudie l'utilisation de l'anglais en tant que langage de programmation et l'utilisation du langage naturel pour les programmes de mathématiques. Elle est responsable de la planification des technologies de programmation pour la Division des systèmes fédéraux de 1968 à 1974 et elle est responsable des logiciels en 1979,. Plus tard elle est aussi impliquée dans le langage informatique de haut niveau Ada, dont le nom est un hommage à Ada Lovelace, l'une des premières programmeuses informatiques.

### Liens avec l'Association for Computing Machinery
Vers 1965-1966, Jean Sammet constate un besoin d’échange d’informations intellectuelles avec d’autres personnes travaillant avec des langages et des logiciels alors qu’elle travaillait sur FORMAC.
Jean Sammet est membre de l'Association for Computing Machinery (ACM) mais ne devient réellement active que pour créer un groupe d'intérêt permettant d'échanger avec d'autres professionnels du domaine. Après plusieurs tentatives infructueuses, elle contacte George Forsythe, président de l'ACM de 1964 à 1966, qui la nomme présidente du comité d'intérêt sur la manipulation symbolique et algébrique (Special Interest Groups and Special Interest Committees, SICSAM).
Afin d'éveiller de l'intérêt pour ce comité, Jean Sammet contacte différentes personnes susceptibles de participer mais fait face à la résistance du groupe d’intérêt sur l’analyse numérique. L'analyse non numérique ne suscite guère d'intérêt. Jean Sammet organise en mars 1966 un Symposium sur les calculs symboliques et algébriques (SYMSAM).
En juin 1966, Tony Oettinger est élu président de l'ACM et Jean Sammet représentante régionale du Nord-Est (1966-1968). Elle est membre du conseil et conférencière de l'ACM (1967, 1968 et 1972). Bernie Galler devient président en 1968 et, en août 1968, Jean Sammet devient présidente du comité sur les SIG et les SIC[précision nécessaire].
En 1971, elle est élue présidente de SIGPLAN[précision nécessaire], avant de démissionner pour prendre la vice-présidence de l'ACM en 1972. En tant que présidente de SIGPLAN, elle a organisé des conférences entre SIGPLAN et divers groupes d’intérêts. Jean Sammet déclare que ces conférences avaient été organisées en tenant compte de l’importance fondamentale des langages de programmation pour différents aspects de l’informatique.
Jean Sammet est vice-président de l'Association for Computing Machinery de juin 1972 à juin 1974. Travaillant avec le président de l'ACM à l'époque, Tony Ralston, Jean Sammet a fait de la finance de l'association une priorité. ACM était au bord de la faillite.
En 1974, elle devient la première femme présidente de l'ACM.
Elle décède le 20 mai 2017 dans le Maryland.

## Publications
- Jean E. Sammet, Programming Languages: History and Fundamentals, Prentice-Hall, 1969 (ISBN 0-13-729988-5)
- Sammet, Jean E., « Programming Languages: History and Future », Communications of the ACM, vol. 15,‎ juillet 1972, p. 601–610 (DOI 10.1145/361454.361485)
- Description détaillée de COBOL , 1960

## Prix et distinctions
- 1975 : nommée le 8 octobre 1975 membre honoraire de la Société d'honneur internationale pour l'informatique et les sciences de l'information, UPE.
- 1978 : doctorat honorifique en sciences de Mount Holyoke[12].
- 1989 : récipiendaire du prix Ada-Lovelace de l'Association for Women in Computing[13].
- 1994 : Membre de l'Association for Computing Machinery
- 1997 : Prix du service distingué SIGPLAN (JAN Lee et Jean E. Sammet)
- 2001 : Figure du Computer History Museum "pour ses contributions au domaine des langages de programmation et de son histoire"[14].
- 2009 : Récipiendaire du prix Computer Pioneer (IEEE Computer Society)[15].
- 2013 : prix des pionniers de la NCWIT[16].

## Voir également
- Grace Hopper
- Liste des informaticiens
- COBOL
- FORMAC